# DAGASY 放課後超能力戦争
『DAGASY 放課後超能力戦争』（ダガシー ほうかごちょうのうりょくせんそう）は、原作：日日日、作画：りすまいによる日本の漫画作品。スクウェア・エニックスのウェブコミック配信サイト『ガンガンONLINE』2012年9月13日更新分から2014年9月4日更新分まで毎月第2週更新で連載された。

## あらすじ
普通の高校生だった、多葉 亜砂と大門 灼姫はある日超能力に目覚めてしまった。

## 登場人物
多葉 亜砂（おおば あさ）
本作の主人公。普通の男子高校生。
ある日、「透明人間になる」という能力に目覚めてしまう。笑顔が絶えないが、助平でもある。
大門 灼姫（だいもん やき）
普通の女子高生。ある日、発火能力に目覚めてしまう。
多葉 あみめ（おおば あみめ）
亜砂の妹。複数の種類の超能力を持つが、自力で動けないほど体力がないのが弱点。
音古村 鈴（ねこむら すず）
多葉兄妹の幼馴染で、猫耳を思わせるような髪型をしている。
郷馬 研世羽（ごま とよは）
生徒会長。灼姫とは幼馴染だが、彼女たちに超能力を与えた黒幕だとみなされている。
山姥（やまんば）
研世羽の前に現れた覆面の少女。無口かつ無表情で、メモ帳で他者とコミュニケーションをとる。研世羽を「ご主人様」と呼ぶ。
正体は、幼少期のあみめが寂しさを紛らわせるために超能力で作り上げた幻。しかし山姥にその自覚はなく、あみめのことも覚えていない。物理的実体を持たないため、音を出すこともできない。素顔はあみめに瓜二つだが、覆面を奪われてからは表情が豊かである。
あみめに正体を暴かれ、消滅させられかけるが、隙をついてあみめの身体を乗っ取る。ぬいぐるみの指示で、灼姫に催淫効果のある衣装を着せるが、超能力を無効化しようとした灼姫の発火能力を受けたことで消滅する。
京極 凍子（けいごく とうこ）
ぬいぐるみ

## 超能力
あみめは超能力を、「大嫌いな駄菓子よりも価値のない」ものとしている。
発火能力
持ち主：大門灼姫
透明化能力
持ち主：多葉亜砂（第1 - 4話）→郷馬研世羽（第7 - 8話）
念力
持ち主：音古村鈴
透視能力
持ち主：多葉あみめ
瞬間移動
持ち主：多葉あみめ
浮遊能力
持ち主：多葉あみめ（第3 - 5話）→多葉亜砂（第5 - ）
髪の毛の能力
持ち主：多葉あみめ（第3 - 5話）→多葉亜砂（第5 - ）
複製能力
持ち主：多葉あみめ
重力操作
持ち主：多葉あみめ
氷を操る能力
持ち主：京極凍子

## 単行本
- 原作：日日日、作画：りすまい 『DAGASY 放課後超能力戦争』 スクウェア・エニックス〈ガンガンコミックスONLINE〉、全3巻
  1. 2013年1月22日発売 ISBN 978-4-7575-3862-7
  2. 2013年9月21日発売 ISBN 978-4-7575-4066-8
  3. 2014年11月22日発売 ISBN 978-4-7575-4473-4